# Cladorhiza kensmithi
Cladorhiza kensmithi — вид губок родини Cladorhizidae. Описаний у 2017 році.

## Назва
Вид названо на честь морського біолога Кена Сміта.

## Поширення
Поширений на сході Тихого океану біля узбережжя США та Канади. Глибоководний вид, трапляється на глибині понад 3200 м.

## Опис
Дорослі представники виду досягають до 20 см заввишки. Вони прикріплюються в пухкому ґрунті за допомогою коренеподібних ризоїдів. Молоді особини прикріплюються до інших губок. Зовні губка схожа на парасольку: на верхівці довгого і тонкого стебла розташоване дископодібне тіло, з країв якого в різні боки розходяться ниткоподібні промені. Ці промені всіяні спікулами. Cladorhiza kensmithi є хижим видом. Полює на ракоподібних. Якщо необережна тварина зачіпається за спікулу, промінь згортається і коротшає, доставляючи жертву до тіла губки, і тоді вона обволікає собою здобич і повільно перетравлює.
На «парасольках» є додаткові стеблинки, увінчані маленькими дисками. Швидше за все, апікальні диски беруть участь у виділенні сім'я, але самого процесу спостерігати їм не вдалося.